# Зайпель, Хуберт
Хуберт Зайпель (нем. Hubert Seipel; род. 1950, Вассерлос, Бавария) — немецкий тележурналист и публицист.

## Биография и карьера
Родился в 1950 году в Вассерлосе. Изучал политологию и историю в Марбургском университете, а также политологию в Лондонской школе экономики.
Работал для Hessischer Rundfunk, был иностранным корреспондентом журналов «Stern» и «Spiegel». В 1985 году опубликовал книгу об афере Флика и налоговом следователе Клаусе Фёрстере, раскрывшем скандал с партийными пожертвованиями.
С 1991 года работал по заказу различных немецких телеканалов. В 2007 году в документальном фильме «Власть, жадность и мания величия» рассказал о коррупционной афере в концерне Volkswagen. В 2009 году снял фильм о российской компании «Газпром» с участием Владимира Путина и Герхарда Шрёдера. В фильме «Жадность и мания величия», снятом в 2019 году, расследовал аферу вокруг банковской холдинговой компании Hypo Real Estate. Записал первое в мире телеинтервью с Эдвардом Сноуденом после так называемой «сноуденской утечки», которое было показано на Первом канале ARD 26 января 2014 года.

## Публикации о Владимире Путине

### Эксперт по России, который не говорит по-русски
В 2011 и 2012 годах Зайпель несколько месяцев сопровождал президента России Владимира Путина для фильма «Я, Путин — портрет», снятого накануне президентских выборов в России 2012 года. Премьера фильма состоялась на Первом канале ARD, и уже тогда некоторые журналисты предупреждали о Зайпеле, который, по его собственным заявлениям, не говорит по-русски, но имеет эксклюзивный доступ к Владимиру Путину.
14 ноября 2014 года во Владивостоке он взял у Путина подробное интервью, которое вышло в эфир два дня спустя в воскресном ток-шоу «Гюнтер Яух» на Первом канале ARD. Интервью вызвало диаметрально противоположные отзывы — от высочайшей похвалы за сдержанное ведение беседы и её последующий разбор гостями Гюнтера Яуха до обвинений в нарушении этических норм журналистики, а также в поддержке российской государственной пропаганды за счёт однобокого ракурса. В 2015 году в одном из интервью по поводу своей книги «Путин. Логика власти» Зайпель раскритиковал термин «Putinversteher», возникший в политических дебатах. В 2021 году в Германии вышла его новая книга — «Власть Путина. Зачем Европе Россия?», а через год был издан её русский перевод.

### Денежные потоки из России
В январе 2014 года Гюнтер Яух в своём ток-шоу спросил Зайпеля, какую роль сыграл Путин в организации его интервью с Эдвардом Сноуденом, который получил в России политическое убежище. Журналист саркастически ответил: «Конечно, Путин меня использовал и перевёл миллион в Швейцарию». В июне 2021 года в интервью для радиопередачи «Люди» на SWR1 Зайпеля спросили, получал ли он когда-либо гонорары из России. Он искренне возмутился такой постановкой вопроса, но на дополнительный вопрос ответил четко: «Нет».

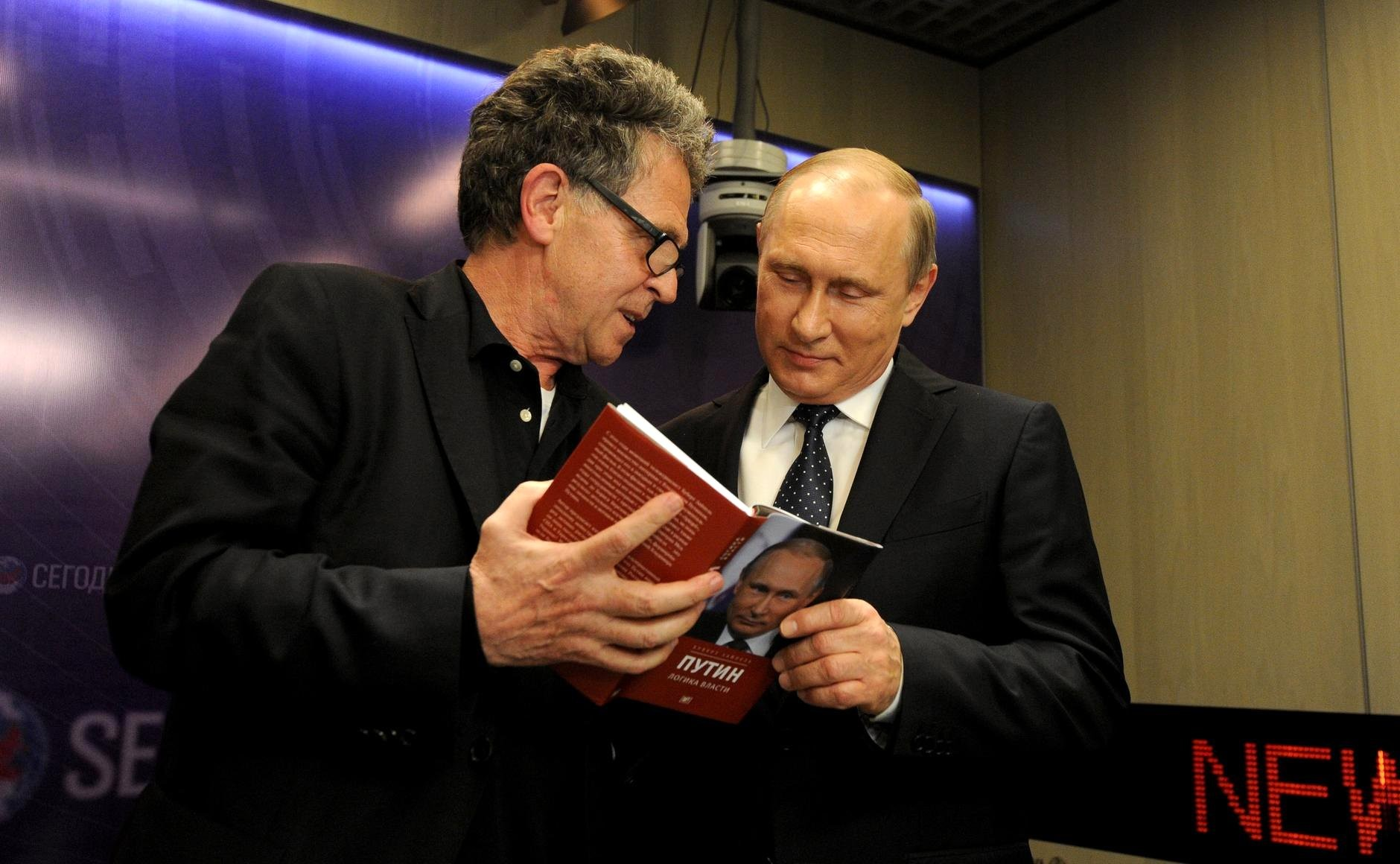
С Владимиром Путиным в штаб-квартире информационного агентства «Россия сегодня». 7 июня 2016

14 ноября 2023 года различные немецкие СМИ сообщили о тайном спонсорском контракте от 2018 года в пользу Зайпеля на сумму 600 тыс. евро, оплаченном российским олигархом Алексеем Мордашовым. Под прикрытием — через подставную компанию De Vere Worldwide Corporation, базирующуюся на Британских Виргинских островах, Зайпель получил спонсорскую помощь для работы над книгой «о политическом ландшафте в Российской Федерации». Книга вышла в 2021 году под названием «Власть Путина. Зачем Европе Россия». Рукописная пометка в контракте Зайпеля с De Vere Worldwide Corporation отсылает к аналогичному контракту 2013 года в связи с его биографией Путина. Эти разоблачения связаны с журналистским расследованием «Cyprus Confidential».
В NDR, по заказу которого Зайпель снял фильм «Я, Путин — портрет», заявили, что им ничего не известно о платежах, тогда как автор должен был заявить о «любом конфликте интересов», и объявили о создании комиссии по расследованию. Издательство «Хоффман и Кампе», которое также ничего не знало о спонсорских контрактах, прекратило распространение двух книг Зайпеля о России
. NDR объявило, что рассматривает возможность обращения с иском в суд против журналиста. «Есть подозрение, что нас, а значит, и нашу аудиторию, намеренно обманывают», — заявил директор телевидения NDR Йоахим Кнут. На вопрос NDR Зайпель признал, что заключил два контракта в 2013 и 2018 годах и получил деньги от Мордашова, но отрицал, что это повлияло на содержание книг.

### Несостоявшееся интервью с Путиным
В январе 2024 года стало известно, что в начале февраля 2022 года, незадолго до вторжения России в Украину Зайпель предложил ARD новое эксклюзивное интервью с Владимиром Путиным. Главный редактор WDR Эллен Эни резко отвергла это предложение, хотя о выплатах Зайпелю из России стало известно только в конце 2023 года. По данным журнала «Spiegel», 9 февраля 2022 года Эни обратилась непосредственно к главному редактору ARD Оливеру Кёру. Через WhatsApp она писала ему: «Во-первых, уже в 2014 году это была катастрофа (некритично, подобострастно), во-вторых, в 2016 году Зайпель появился на книжной ярмарке вместе с Путиным». И в-третьих, в такой напряженной ситуации нечто подобное будет выглядеть так, словно у тебя «нет хребта». Эни также сообщила, что «предупредила» коллег по ARD, и попросила главного редактора ARD предотвратить новое интервью Зайпеля: «Надеюсь на твою поддержку!» Кёр отреагировал быстро, также через WhatsApp: «Дорогая Эллен, я полностью с тобой согласен». Сам Зайпель на запрос журналистов по поводу своего предложения не ответил. В ARD подтвердили, что главный редактор Кёр «узнал о предложении господина Зайпеля взять интервью и выступил против него».

### Исключение из Объединения инвестигативных журналистов Германии
В июле 2024 года Немецкое объединение журналистов Netzwerk Recherche исключило Хуберта Зайпеля из своих рядов. По словам председателя объединения Даниэля Дреппера, Зайпель «нарушил основные правила независимой журналистики и нанёс огромный ущерб авторитету профессии». Решение об исключении было принято единогласно.

## Награды
- 2006 — Немецкая телевизионная премия / журналистская премия Гельмута Шмидта за документальный фильм «Ты вышел из игры. Как инвесторы выдавливают традиционную компанию Grohe»
- 2009 — премия Адольфа Гримме в категории «Информация и культура» за фильм «Жизнь и смерть за Кабул» о миссии бундесвера в Афганистане в рамках Международных сил содействия безопасност.
- 2014 — Немецкая телевизионная премия в категории «Лучшая информационная передача»[29] за первое в мире телеинтервью с Эдвардом Сноуденом.

## Фильмография
- Китай — новая мировая держава (ARD 2019)
- Прослушано и одобрено (ARD/NDR 2017)
- Эдвард Сноуден эксклюзивно — Интервью (ARD/NDR 2014)
- Сирийская ловушка — Германия и война против Асада (ARD 2013)
- Дни хаоса — Борьба Меркель за евро (ARD/NDR 2012)
- Я, Путин — портрет (ARD, NDR, MDR, RBB 2012)
- Куда марширует армия? (ARD/NDR 2011)
- Как можно дороже — последняя битва атомной отрасли (ARD/NDR 2011)
- Мир Йозефа Аккермана — Как Deutsche Bank выворачивает страну наизнанку (WDR/NDR 2010)
- Жадность и мания величия — Как политиков обманули во время спасения банков (WDR 2010)
- Жизнь и смерть за Кабул — Как Германия защищает свободу в Гиндукуше (NDR/WDR 2009)
- Гигант Газпром — Немцы и их газ с Востока (WDR 2009)
- Йошка — карьера / Быстрый марш по институтам (ZDF 2008)
- Власть, жадность и мания величия (WDR/NDR 2007)
- Ты вышел из игры — Как инвесторы выдавливают традиционную компанию Grohe (ARD/WDR 2006)
- Покер вокруг чёрного золота — Как спекулянты взвинчивают цену на нефть (WDR 2006)
- Opel — это только начало (WDR 2005)
- Мозг: Аль-Завахири — Вехи религиозного воина (WDR 2004)
- Об упадке товарищей (WDR 2004)
- Око за око, зуб за зуб — Торг агентов (ARD/WDR 2004)
- Господи, дай мне терпения, только немедленно! Балансирование суперминистра Вольфганга Клемента (WDR 2004)
- Операция «Слепой полет» — Провал агентов США (WDR/Arte 2002)
- В тисках красных императоров — Пять десятилетий оккупированный Тибет (ZDF 2002)
- За нас или против нас (WDR 2001)
- Агент Маус — конец человека-тени (ZDF 1999)
- Хроника объявленной войны (ZDF 1999)
- Борьба за воду — украденный Евфрат (ZDF 1998)
- В тисках генералов — как военные управляют Турцией (ZDF 1998)
- Кровь за бриллианты — Исполнительный результат (ZDF 1997)
- Братоубийство во имя Аллаха (ZDF 1996)
- Кулак пророка (ZDF 1996)
- Король в критическом положении (ZDF 1995)
- Государственный террор из Тегерана (ZDF 1994)

### Видео
- Hubert Seipel: Видео на YouTube
- Phoenix-Interview: Видео на YouTube (ausgestrahlt am 31. August 2014)
- Interview mit Tilo Jung (Jung & Naiv: Folge 246, 11. Dezember 2015): Видео на YouTube